# Mag Gyula (pedagógus)
Mag Gyula (Medveshidegkút, 1932. szeptember 28. – 2016. március 14.) tanár, múzeumigazgató.

## Élete
1952-ben Komáromban érettségizett, majd 1955-ben a pozsonyi Comenius Egyetem Pedagógiai Karán kémia–biológia szakos tanári oklevelet szerzett. 1955–1961 között a királyhelmeci gimnázium tanára, majd igazgatóhelyettese. 1961–1976 között a bélyi alapiskola igazgatója. 1976–1992 között a dunaszerdahelyi Csallóközi Múzeum igazgatója volt.
Hosszú ideig a Csemadok országos és városi tisztségviselője volt, illetve 1994-től több éven át a Kortárs Magyar Galéria kuratóriumának alelnöke. Szerkesztette a Csallóközi Múzeum Híradóját.

## Művei
- 1984 A Csallóközi Múzeum húsz éve. Csallóközi Múzeum - Múzeumi Híradó 1984. VIII, 7-30.
- 1987 Vodný mlyn v Dunajskom Klátove - A dunatőkési vízimalom. Múzeumi Híradó - Spravodaj Múzea 11
- 2002 A csallóközi múzeum. Győr.